# Crotalaria capensis
Crotalaria capensis är en ärtväxtart som beskrevs av Nikolaus Joseph von Jacquin. Crotalaria capensis ingår i släktet sunnhampor, och familjen ärtväxter. Inga underarter finns listade i Catalogue of Life.

## Bildgalleri

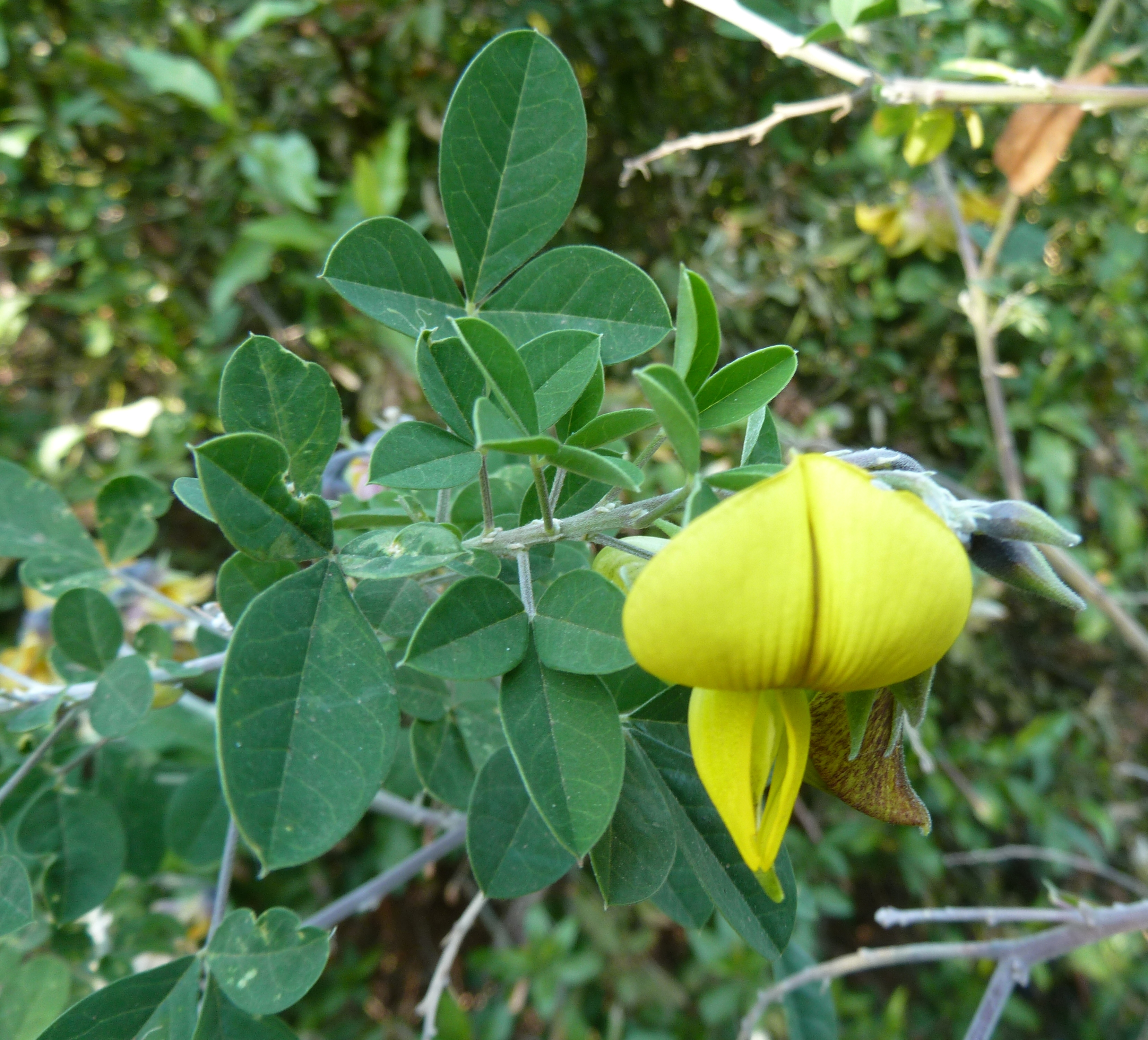